# Clotilde Kleeberg
Clotilde Kleeberg (née à Paris 27 juin 1866 - morte à Bruxelles 7 février 1909) est une pianiste virtuose française. Elle est également connue sous le nom de Clotilde Kleeberg-Samuel.

## Biographie
Fille de Martin Kleeberg et d'Henriette Cahn, originaires d'Allemagne, elle naît le 27 juin 1866 à Paris. Le 17 décembre 1900, elle épouse le sculpteur belge Charles Samuel à Paris. Le couple s'installe ensuite à Bruxelles.
Elle commence à prendre des cours particuliers de piano à l'âge de cinq ans et étudie ensuite au Conservatoire de Paris avec Louise Aglaé Massart. Elle reçoit les premiers prix du Conservatoire en 1877 et 1878 en sort diplômée à seulement douze ans. Elle poursuit ses études avec Théodore Dubois. Elle se produit pour la première fois aux concerts Pasdeloup à Paris en décembre 1878 devant un public de 4000 personnes. Elle fait des tournées de concert dans toutes les grandes villes d'Europe de 1881 à 1909. Elle est également très populaire en Angleterre,.
Théodore Dubois lui a dédié ses Six poèmes sylvestres. Outre des œuvres de compositeurs tels que Beethoven, Mendelssohn, Schumann et Chopin, elle a également joué des compositions de Cécile Chaminade, Camille Saint-Saëns, Friedrich Gernsheim, Max d'Ollone, Eduard Schütt (en) et Ernst Eduard Taubert (en).
Le compositeur français Camille Saint-Saëns la considérait comme une pianiste brillante et lui a dédié Les cloches de Las Palmas, Quatrième étude, en sol dièse mineur. Clara Schumann a également commenté favorablement son jeu,.
Clotilde Kleeberg est décédée d'une pleurésie à Bruxelles à l'âge de 42 ans à la suite d'une tournée à travers la Suisse.

## Distinctions et hommages
En 1894, elle a été nommée Officier d'Académie et, en 1900, Officier de l'Instruction Publique.
Un mémorial avec un buste représentant Clotilde Kleeberg dû à Charles Samuel, son époux, a été inauguré en 1910 au Cercle artistique et littéraire de Bruxelles.